# Droits LGBT en Slovénie
Les droits des personnes lesbiennes, gays, bisexuelles et transgenres (LGBT) en Slovénie ont connu des améliorations importantes depuis l'effondrement du bloc communiste, quoique confrontés à des problèmes juridiques, bien que les lois les concernant aient évolué au fil du temps. En 2022, la Slovénie devient le premier pays de l'ex-Yougoslavie à légaliser le mariage et l'adoption pour les couples de même sexe.

## Histoire des personnes LGBT dans l'ex-Yougoslavie
En vertu du Code pénal du 30 juin 1959, les actes homosexuels masculins étaient illégaux dans toute l'ex-Yougoslavie (l'homosexualité féminine n'étant pas évoquée). Des réformes successives en 1953, 1963 et 1974 contribuent à transférer le pouvoir d'établir la législation pénale au niveau des républiques. La Slovénie adopte un nouveau code pénal décriminalisant les rapports homosexuels en 1976, celui-ci entre en vigueur en 1977.

## Légalisation de l'homosexualité et âge de consentement
Depuis le Code pénal de 1977, l'âge de consentement pour les activités sexuelles entre personnes du même sexe est fixé à 14 ans, comme pour les relations hétérosexuelles.

## Reconnaissance des unions homosexuelles
Les unions civiles entre personnes de même sexe sont légales depuis le 23 juillet 2006. Ce format d'union ne leur ouvre cependant que des droits limités en matière de fiscalité, de droits sociaux ou encore d'adoption.
En juillet 2009, la Cour constitutionnelle a jugé que l'article 22 de la loi sur l'enregistrement des partenariats de même sexe (RSSPA) violait le droit à la non-discrimination en vertu de l'article 14 de la Constitution sur la base de l'orientation sexuelle, et a exigé que le législateur remédie aux incohérences dans les six mois,.
Le 3 mars 2015, l'Assemblée a adopté le projet de loi visant à légaliser le mariage entre personnes de même sexe par 51 voix contre 28. Le 10 mars 2015, le Conseil national a rejeté une motion demandant à l'Assemblée de voter à nouveau sur le projet de loi, par 14 voix contre 23. Les opposants au projet de loi ont lancé une pétition pour un référendum. Les pétitionnaires ont obtenu suffisamment de signatures pour un référendum.
Le 22 octobre 2015, lors d'un vote à 5 contre 4, la Cour constitutionnelle a statué que l'Assemblée nationale ne pouvait pas interpréter la constitution et que le vote pour bloquer le référendum était illégal. Les groupes catholiques slovènes et le pape François ont exhorté les gens à voter contre le projet de loi sur le mariage des personnes de même sexe,. Le référendum a eu lieu le 20 décembre 2015 et le projet de loi a été rejeté.
Le 21 avril 2016, l'Assemblée a approuvé le projet de loi accordant aux partenaires de même sexe tous les droits du mariage, à l'exception de l'adoption conjointe et de la fécondation in vitro. Une pétition pour un référendum a été lancée, mais le président de l'Assemblée n'a pas autorisé le référendum, en mettant en avant le fait que cela constituait un abus de la loi sur les référendums. La loi est entrée en vigueur le 24 mai 2016 et elle est devenue opérationnelle le 24 février 2017 sans modification du mariage (uniquement le partenariat civil),,,.

### Mariage
Le 16 juin 2022, la Cour constitutionnelle de Slovénie a déclaré inconstitutionnelle la définition légale du mariage comme étant la communauté de vie d'un homme et d'une femme, légalisant ainsi le mariage entre personnes de même sexe. La décision de la Cour a été publiée le 8 juillet 2022 et est entrée en vigueur un jour plus tard, le 9 juillet. L'Assemblée nationale a adopté la loi de mise en œuvre de la décision le 4 octobre 2022 par 48 voix contre 29. Le 11 octobre, le Conseil national a opposé son veto à la loi, mais celle-ci a été reconfirmée par l'Assemblée nationale par 51 voix contre 24 le 18 octobre.

## Adoption
Le 31 janvier 2023, une loi autorise l'adoption pour les couples de même sexe,.

## Protection contre les discriminations
Depuis 1998, la discrimination fondée sur l'orientation sexuelle sur le lieu de travail est interdite, interdiction valable aussi pour les demandeurs d'emploi. La discrimination fondée sur l'orientation sexuelle est également interdite dans divers autres domaines, notamment l'éducation, le logement et la fourniture de biens et de services. Cependant, les lois anti-discrimination sont vagues et sujettes à interprétation et donc très rarement appliquées . En juillet 2009, la Cour constitutionnelle a estimé que l'article 14, paragraphe 1, de la Constitution slovène interdit la discrimination fondée sur l'orientation sexuelle,.
Le 17 février 2016, le gouvernement a présenté un nouveau projet de loi anti-discrimination, qui interdit la discrimination fondée sur l'orientation sexuelle, l'identité de genre et l'expression de genre, entre autres. Il a été approuvé par l'Assemblée nationale le 21 avril, par 50 voix contre 17,. Le Conseil national n'a pas requis de nouveau vote à l'Assemblée sur ce projet de loi. Le 28 avril, le syndicat des travailleurs migrants SDMS a déposé une motion, avec 2 500 signatures requises, afin d'être autorisé à procéder à la demande de référendum,,. Cependant, le 5 mai, le président de l'Assemblée nationale Milan Brglez a refusé de fixer un délai de 35 jours pendant lequel les proposants pourraient recueillir 40 000 signatures valides pour forcer le référendum, arguant que cette initiative et plusieurs autres référendaires du SDMS constituent un abus du droit des lois référendaires,. Il a envoyé le projet de loi pour promulgation le lendemain,. Il a été promulgué par le président Borut Pahor et publié au journal officiel le 9 mai 2016,. Le 10 mai, SDMS a contesté la décision de Brglez devant la Cour constitutionnelle. En juillet 2016, la Cour constitutionnelle a rejeté la contestation.

## Opinion publique
Une enquête Eurobaromètre publiée en décembre 2006 a montré que 31 % des Slovènes interrogés soutiennent le mariage pour tous et 17 % pensent que les personnes LGBTIQ devraient être autorisées à adopter des enfants (moyenne européenne 44 % et 33 %).
Un sondage mené par Delo Stik en février 2015 a montré que 59 % des Slovènes interrogés étaient favorables au mariage pour tous, tandis que 38 % soutenaient les adoptions par des couples homosexuels. Le sondage a également évalué le soutien au projet de loi sur le mariage entre personnes du même sexe, qui était alors débattu à l'Assemblée nationale. Les résultats ont montré qu'une faible majorité (51 %) des Slovènes interrogés soutenaient le projet de loi.

## Mouvement LGBT en Slovénie
Le mouvement lesbien et gay est actif à Ljubljana depuis 1984, lorsque MAGNUS, la section gay du ŠKUC (Centre culturel et artistique étudiant, Ljubljana), a été fondée en tant qu'« organisation culturelle pour la socialisation de l'homosexualité ». Un groupe féministe pro-lesbienne, Lilit, a été créé en 1985, suivi en 1987 par LL, un groupe lesbien au sein de ŠKUC. En 1990, Magnus et LL ont fondé l'organisation nationale de campagne lesbienne et gay, Roza Klub[réf. nécessaire].

### LGBT dans le sport

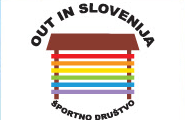
Logo de Out en Slovénie.

Out in Slovenija est une organisation à but non lucratif dont les activités ont commencé avant sa création  en 2000. L'association est fondée 10 ans plus tard et est basée à Ljubljana. Elle dispose du statut d'organisation non gouvernementale d'intérêt public dans le domaine du sport. Elle est impliquée dans les sports, les loisirs, la santé, la culture et les droits humains, en mettant l'accent sur les activités pour la communauté lesbienne, gaie, bisexuelle, transgenre, intersexe et queer (LGBT).
L'association est liée par des partenariats avec des organisations sportives internationales : EGLSF, European Gay and Lesbian Sports Federation, FGG, Gay Games Association, FARE Association, l'organisation nationale slovène du sport pour tous (ŠUS : Športna unija Slovenije), et des réseaux de coordination d'organisations non gouvernementales slovènes (CNVOS : Centre d'information, de coopération et de développement des organisations non gouvernementales de Slovénie).

## Conditions sociales

### Violences anti-LGBT
Une attaque s'est produite en juin 2009 lors d'un événement littéraire dans l'un des célèbres bars gays de Ljubljana, Open. Le militant des droits des homosexuels et journaliste de radio Mitja Blažič a été hospitalisé à la suite de l'attaque de huit jeunes hommes masqués de noir avec des torches.

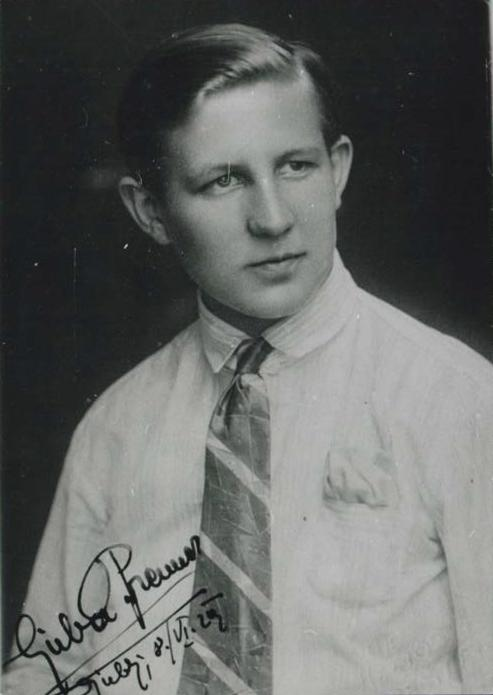
Ljuba Prenner en 1929.

## Culture
Le Festival du film gay et lesbien de Ljubljana est le plus ancien festival de films LGBT en Europe selon Jasmina Šepetavc.

## Sommaire
| Activité sexuelle entre personnes de même sexe légale                                       | (Depuis 1977)                                                             |
| Âge de consentement égal (15)                                                               | (Depuis 1977)                                                             |
| Lois anti-discrimination dans l'emploi uniquement                                           | (Depuis 1998)                                                             |
| Lois anti-discrimination dans la fourniture de biens et de services                         | (Depuis 1998)                                                             |
| Lois anti-discrimination dans tous les autres domaines (y compris discours de haine)        |                                                                           |
| Mariage entre personnes de même sexe                                                        | (depuis le 9 juillet 2022)                                                |
| Reconnaissance des couples de même sexe                                                     | (Depuis 2006)                                                             |
| Adoption conjointe par des couples de même sexe                                             | (depuis le 9 juillet 2022)                                                |
| L'adoption d'un enfant par des couples de même sexe                                         | (Depuis 2011)                                                             |
| Adoption par des personnes LGBT célibataires                                                |                                                                           |
| LGBT autorisés à servir ouvertement dans l'armée                                            |                                                                           |
| Droit de changer de sexe légal                                                              | [ 56 ]                                                                    |
| Accès à la FIV pour les lesbiennes et les femmes bisexuelles                                |                                                                           |
| Thérapie de conversion interdite aux mineurs                                                |                                                                           |
| L'homosexualité déclassifiée comme une maladie                                              | Oui                                                                       |
| GPA commerciale pour couples homosexuels                                                    | (Illégal pour tous les couples quelle que soit leur orientation sexuelle) |
| Parentalité automatique sur les actes de naissance pour les enfants de couples de même sexe | Non                                                                       |
| HSH autorisés à donner du sang                                                              | Non                                                                       |